# 蒙拉维尔
蒙拉维尔（法語：Mont-la-Ville）是瑞士联邦西部法语区的沃州下设的一个镇。在行政上属于莫尔日区管辖。蒙拉维尔的总面积为19.75平方公里。截至2010年底，总人口为342。

## 历史
蒙拉维尔最早见于1140年的文献中，写作“in Monte Villa”。